# Demodex bisonianus

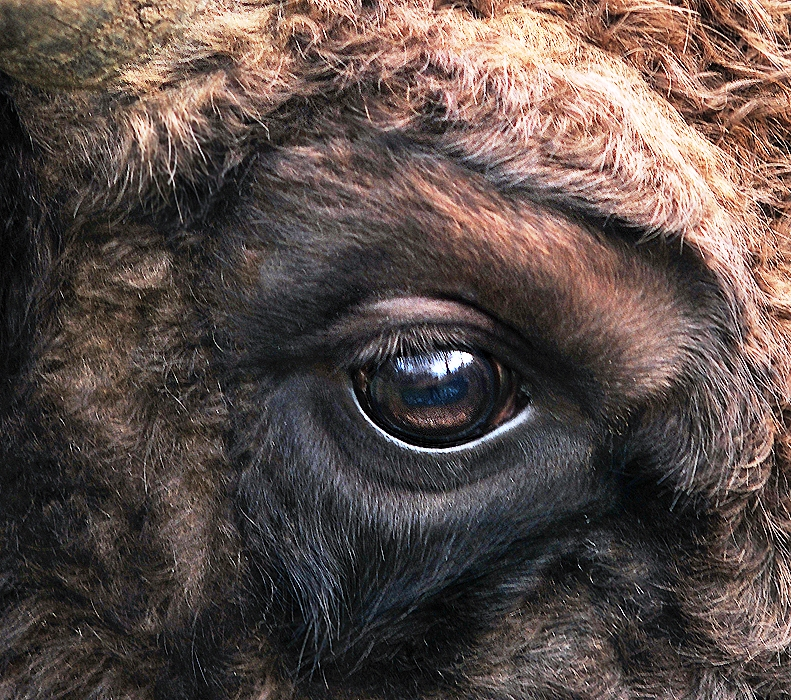
Oko żubra europejskiego, miejsce bytowania D. bisonianus

Demodex bisonianus – gatunek roztocza z rodziny nużeńcowatych. Jego jedynym żywicielem jest żubr europejski.

## Taksonomia
Gatunek ten opisany został po raz pierwszy w 1996 roku przez Sławomira Kadulskiego i Joannę Izdebską na łamach „Wiadomości Parazytologicznych”. Jako miejsce typowe wskazano Puszczę Białowieską w Polsce. Epitet gatunkowy pochodzi od nazwy żywiciela, Bison bonasus.

## Morfologia i rozwój

### Osobniki dorosłe
Nużeniec o ciele smukłym, silnie wydłużonym, u samców długości 495–540 μm i szerokości 54–73 μm, u samic zaś długości 513–553 μm i szerokości 59–77 μm.
Krótsza niż u podstawy szeroka, trapezowata gnatosoma ma dość małe, stożkowate, umieszczone przednio-bocznie i skierowane pionowo kolce nadbiodrowe. Nogogłaszczki budują dwa człony ruchome, z których drugi ma dwa kolce duże i jeden kolec mały. Po bokach dolnej części nabrzmiałości gardzieli leży para szczecinek subgnatosomalnych.
Podosoma u samicy jest dwukrotnie dłuższa niż szeroka, u samca nieco węższa. Na spodzie podosomy leżą cztery pary dłuższych niż szerokich płytek epimeralnych, z których pierwsza formuje przednimi krawędziami trójkątne wykrojenie, druga i trzecia są prostokątne, a ostatnia u samicy formuje tylnymi krawędziami trójkątne wcięcie, w którym leży długa na 20–25 μm wulwa. Odnóża występują w liczbie czterech par, są bardzo masywne, czteroczłonowe, w widoku od góry wyraźnie wystające poza zarys zewnętrznych brzegów podosomy. Każde zwieńczone jest dwoma bardzo dużymi i silnie rozwidlonymi pazurkami. U samca na wierzchu podosomy leży na wysokości drugiej i trzeciej pary płytek epimeralnych długi na 26–40 μm, smuklejszy niż u D. bialoviensis edeagus, a na wysokości pierwszej i drugiej pary płytek epimeralnych otwór płciowy.
Opistosoma jest długa, wąska, walcowata, poprzecznie rowkowana, na końcu zaokrąglona.

### Stadia rozwojowe
Jaja są wrzecionowatego kształtu, długości 105–115 μm i szerokości 33–38 μm, o cienkim, przejrzystym chorionie.
Larwy mają ciało wrzecionowate w zarysie, długości 163–201 μm i szerokości 34–43 μm. Ich gnatosoma ma małe kolce nadbiodrowe, podosoma ma trzy pary nieczłonowanych odnóży i pozbawiona jest płytek epimeralnych, a opistosoma jest tylko przy końcu poprzecznie rowkowana.
Protonimfy mają wrzecionowate ciało o długości 272–122 μm i szerokości 48–60 μm, o węższej i dłuższej niż u larw opistosomie. Mają trzy pary odnóży.
Nimfy mają ciało o długości 399–431 μm i szerokości 58–68 μm. Zaopatrzone są już w cztery pary odnóży. Ich opistosoma jest dłuższa niż u protonimf, ale krótsza niż u form dorosłych.

## Ekologia i występowanie
Roztocz ten jest monoksenicznym komensalem lub pasożytem żubra europejskiego. Bytuje w gruczołach tarczkowych powiek gospodarza. Na żubrze europejskim żyje także D. bialoviensis, ale wybiera on okolicę nozdrzy żywiciela.
Gatunek podawany z Polski.